# Taniguchi Isao
Isao Taniguchi (谷口功 Taniguchi Isao, sinh ngày 16 tháng 2 năm 1991 ở Ikuno-ku, Osaka) là một cầu thủ bóng đá người Nhật Bản thi đấu cho Kagoshima United FC.

## Thống kê câu lạc bộ
Cập nhật đến ngày 23 tháng 2 năm 2018.
| Thành tích câu lạc bộ | Thành tích câu lạc bộ | Thành tích câu lạc bộ | Giải vô địch | Giải vô địch | Cúp                   | Cúp                   | Tổng cộng | Tổng cộng |
| Mùa giải              | Câu lạc bộ            | Giải vô địch          | Số trận      | Bàn thắng    | Số trận               | Bàn thắng             | Số trận   | Bàn thắng |
| Nhật Bản              | Nhật Bản              | Nhật Bản              | Giải vô địch | Giải vô địch | Cúp Hoàng đế Nhật Bản | Cúp Hoàng đế Nhật Bản | Tổng cộng | Tổng cộng |
| --------------------- | --------------------- | --------------------- | ------------ | ------------ | --------------------- | --------------------- | --------- | --------- |
| 2013                  | Giravanz Kitakyushu   | J2 League             | 0            | 0            | 0                     | 0                     | 0         | 0         |
| 2014                  | Kagoshima United FC   | JFL                   | 21           | 2            | 2                     | 0                     | 23        | 2         |
| 2015                  | Kagoshima United FC   | JFL                   | 17           | 0            | 0                     | 0                     | 17        | 0         |
| 2016                  | Kagoshima United FC   | J3 League             | 2            | 0            | 0                     | 0                     | 2         | 0         |
| 2017                  | Kagoshima United FC   | J3 League             | 8            | 1            | 1                     | 0                     | 9         | 1         |
| Tổng cộng sự nghiệp   | Tổng cộng sự nghiệp   | Tổng cộng sự nghiệp   | 48           | 3            | 3                     | 0                     | 51        | 3         |